# 275-й отдельный лыжный батальон
275-й отдельный лыжный батальон — воинская часть вооружённых сил СССР в Великой Отечественной войне.

## История
Батальон формировался на территории Кировской области с ноября 1941 года, укомплектовывался комсомольцами области, а также красноармейцами из школы снайперов, дислоцированной в городе Абакане.
В действующей армии с 2 марта 1942 по 1 мая 1942 года.
На 1 марта 1942 года сосредоточился в тылу армии и со 2 марта 1942 года начал бои в районе Погостья. К 5 марта 1942 года из боя выведен, сосредоточился в полукилометре севернее Погостья и затем был придан 311-й стрелковой дивизии, вместе с ней наступает на Макарьевскую Пустынь, на 28 марта 1942 года ведёт бой совместно с 1069-м стрелковым полком 311-й стрелковой дивизии.
1 мая 1942 года расформирован.

## Подчинение
| Дата            | Фронт (округ)       | Армия      | Корпус | Примечания |
| --------------- | ------------------- | ---------- | ------ | ---------- |
| 01.03.1942 года | Ленинградский фронт | 54-я армия | -      | -          |
| 01.04.1942 года | Ленинградский фронт | 54-я армия | -      | -          |

## Командование

### Командиры
- Чарторижский Борис Иванович

### Комиссары
- Юсупов Исмаил Абдурасулович